# Psammetichus II
Psammetichus II of Psamtek II Neferibra was een Egyptische farao uit de 26e dynastie.

## Biografie
Psammetichus II was hoogstwaarschijnlijk de zoon van Necho II en Chedebnitjerbone. Hij kwam aan de macht in 595 v.Chr. en regeerde voor een periode van ongeveer zes jaar. Psammetichus' regering wordt als vrij positief beschouwd. Hij huwde met Takhout van Athribis en hij werd opgevolgd door zijn zoon Apriës in 589 v.Chr.

## Oorlogen
Psammetichus heeft verschillende expedities ondernomen. Een daarvan was tegen Koesj. Deze invasie reikte tot aan de derde katarakt en mogelijk zelfs tot de vierde katarakt van de Nijl en zorgde ervoor dat het rijk van Koesj een ernstige klap kreeg. De Koesjieten zouden Egypte nooit meer binnenvallen en moesten hun hoofdstad meer naar het zuiden leggen. Toch kon hij niet het hele gebied blijven controleren en verlegde de nieuwe Egyptische grens naar de eerste katarakt. In de nasleep zou Psammetichus er in Egypte voor zorgen dat de herinnering aan de Nubische overheersing ongedaan werd gemaakt en hij voerde een damnatio memoriae uit op de 25e dynastie en zijn vader Necho II. Bij zijn expedities rekende hij vooral op de buitenlandse huurlingen zoals de Cariërs, Grieken en Feniciërs, getuige daarvan verschillende graffiti in Aboe Simbel.
Ook voerde hij een campagne naar Palestina, Juda en Fenicië om de bevolking daar aan te zetten om zich te verzetten tegen de Babyloniërs. Hij slaagde erin koning Sedekia te overtuigen te rebelleren tegen koning Nebukadnezar II wat uiteindelijk zou leiden tot de val van Jeruzalem in 587 v.Chr. en de Babylonische ballingschap.

## Bouwwerken
- Tempel van Hibis
- Bouwwerken in Philae
- Uitbreidingen in de tempel van Neith (Saïs)
- Obelisk van Heliopolis die door Augustus werd meegenomen naar Rome om daar als zonnewijzer te dienen en tegenwoordig op het Piazza di Montecitorio staat